# Zsezse
A zsezse (Acanthis flammea) a madarak osztályának verébalakúak (Passeriformes) rendjébe és a pintyfélék (Fringillidae) családjába tartozó faj.

## Rendszerezése
A fajt Carl von Linné svéd zoológus írta le 1758-ban, a Fringilla nembe Fringilla flammea néven. Sorolták a Carduelis nemben Carduelis flammea néven is. Korábban Acanthis flammea cabaret néven a zsezse alfajának tartották a barna zsezsét, azonban ma már külön fajnak tekintik (Acanthis cabaret).

## Alfajai
- barna zsezse (Acanthis flammea cabaret) (Statius Muller, 1776)
- Acanthis flammea flammea (Linnaeus, 1758)
- Acanthis flammea rostrata (Coues, 1861)

## Előfordulása
Brit-szigetek, Írország, Izland, Grönland területén, valamint Ázsia és Észak-Amerika északi részén honos. Rövidtávú vonuló. Betelepítették Ausztrália és Új-Zéland területére is.
Természetes élőhelyei az elegyes erdők, nyíresek, tundrák és cserjések, valamint ültetvények és vidéki kertek.

### Kárpát-medencei előfordulása
Magyarországon rendszeres vendég, októbertől márciusig észlelhető.

## Megjelenése
Testhossza 11–15 centiméter, szárnyfesztávolsága 20–25 centiméter, testtömege 9–16 gramm. Homlokán vörös folt van.
|  |  |

## Életmódja
A fő tápláléka a nyírfélék termése, de költési időben rovarokat is fogyaszt.

## Szaporodása
Csak a tojó építi a csésze alakú fészket, fűszálakból, apró gallyakból, melyet tollakkal bélel ki. Fészekalja 5-6 tojásból áll, melyen csak a tojó kotlik 10–12 napig.
|  |

## Természetvédelmi helyzete
Az elterjedési területe rendkívül nagy, egyedszáma ugyan csökken, de még nem éri el a kritikus szintet. A Természetvédelmi Világszövetség Vörös listáján nem fenyegetett fajként szerepel.  Magyarországon védett, természetvédelmi értéke 25 000 forint.